# Río Ere
Der Río Ere ist ein etwa 167 km langer rechter Nebenfluss des Río Putumayo im Nordosten von Peru in der Provinz Putumayo der Region Loreto.

## Flusslauf
Der Río Ere entspringt 42 km westnordwestlich von Santa Mercedes auf einer Höhe von etwa 190 m. Er durchquert den Süden des Distrikts Rosa Panduro anfangs in südöstlicher Richtung, ab Flusskilometer 53 in südsüdöstlicher Richtung. Er mündet schließlich bei der Siedlung Ere auf einer Höhe von etwa 117 m in den Río Putumayo. Der Río Ere weist auf seiner gesamten Länge ein stark mäandrierendes Verhalten mit unzähligen engen Flussschlingen und Altarmen auf.

## Einzugsgebiet
Der Río Ere entwässert eine Fläche von ungefähr 1580 km². Das Einzugsgebiet des Río Ere liegt im Distrikt Rosa Panduro. Es grenzt im Südwesten an das Einzugsgebiet des Río Algodón, im Norden an das des Río Campuya sowie im Nordosten an das des oberstrom gelegenen Río Putumayo. Das weitgehend unbewohnte Gebiet besteht aus tropischem Regenwald.